# Leucanopsis polydonta
Leucanopsis polydonta là một loài bướm đêm thuộc phân họ Arctiinae, họ Erebidae.